# Hector des Mares
 (signalé en juin 2025).
Si vous disposez d'ouvrages ou d'articles de référence ou si vous connaissez des sites web de qualité traitant du thème abordé ici, merci de compléter l'article en donnant les références utiles à sa vérifiabilité et en les liant à la section « Notes et références ».
- Archive Wikiwix
- Bing
- Cairn
- DuckDuckGo
- E. Universalis
- Gallica
- Google
- G. Books
- G. News
- G. Scholar
- Persée
- Qwant
- (zh) Baidu
- (ru) Yandex
- (wd) trouver des œuvres sur Wikidata

D’argent aux trois bandes de gueules, à un soleil d’azur brochant sur le tout.

Hector des Mares est un personnage de la légende arthurienne qui apparaît dans le Manuscrit de Mons, continuation de Perceval (v. 1190-1220).
Il est le fils du roi Ban de Bénoïc et de la fille d'Agravadain, le seigneur des Marais. Hector est donc le demi-frère de Lancelot. Il fait partie des chevaliers de la Table Ronde et prend part à la Quête du Graal.
Hector apparaît notamment dans la Quête du Saint Graal. Il chevauche au côté de Gauvain durant un temps, puis il parviendra jusqu'au château du Roi Pellés où il apprend la présence de Lancelot du Lac. Il quitte la ville honteusement, ayant échoué dans la quête.